# M (фільм)
«М» (нім. M - Eine Stadt sucht einen Mörder, укр. М: місто шукає вбивцю; 1931) — художній фільм режисера Фріца Ланга, класичний трилер про маніяка-вбивцю, який став предтечею багатьох стилістичних засобів фільмів жанру нуар. Фільм є також одним із перших зразків детективного жанру. На 1 березня 2024 року фільм займав 104-ту позицію у списку 250 кращих фільмів за версією IMDb.
Український переклад зробила студія Цікава ідея на замовлення Гуртом..

## Сюжет
В одному з міст Німеччини поліція збилася з ніг, намагаючись знайти маніяка, який убив кількох дівчаток. Виявлені докази не дають ключів до розгадки. Тим часом убивства тривають. Жителів міста поступово опановує параноя — вони готові вчинити самосуд над кожним, хто почне розмовляти з дитиною на вулиці, вони починають підозрювати своїх сусідів… Поліція здійснює регулярні, але безрезультатні рейди злодійськими кублами. Злочинці, яких також лякає небувала жорстокість невловного маніяка і дратує те, що через нього зросла активність поліції, вирішують самі зловити та знешкодити маніяка.
У пресу потрапляє написаний убивцею лист, де той обіцяє, що будуть нові жертви.
Поліцейський інспектор Карл Ломанн (Отто Верніке) доручає підлеглим перевірити списки людей, які були виписані з психіатричних лікарень. Одному зі співробітників вдається знайти докази на Ганса Бекерта (Петер Лорре). У квартирі Бекерта залишають засідку.
Водночас злочинна спільнота організовує тотальне стеження за вулицями міста, і незабаром сліпому продавцеві надувних кульок (Георг Джон) вдається впізнати вбивцю — той, бувши в стані затьмарення, мимоволі насвистує мелодію «У печері гірського короля» з сюїти Едварда Гріга «Пер Гюнт», а продавець уже чув цей посвист перед тим, як було знайдено останню жертву. Один із вуличних злодіїв позначає спину Бекерта крейдою — буквою «М» (від німецького Mörder — убивця). Злочинці заганяють маніяка в діловий центр; Бекерту вдається втекти на горище. Вночі злочинці проникають у діловий центр, зв'язують охорону, обшукують будинок, знаходять Бекерта і вивозять його за хвилину до того, як прибуває поліція. Одному із вломників не щастить і він потрапляє в руки інспектора Гребера (Теодор Лоос), який у ході розслідування швидко з'ясовує, що це було не звичайне пограбування — всі двері розкриті, але нічого не викрадено. Гребер радиться з Ломаном, і той погоджується йому допомогти. Ломан страхає вломника звинуваченням у вбивстві, і той зізнається, що злочинці насправді ловили в будівлі маніяка, щоб його знешкодити.
Тим часом Бекерт постає перед судом злочинного світу — його оточують сотні злодіїв і бандитів. Злочинці вважають, що повинні його знищити — якщо він потрапить у руки закону, то його знову визнають неосудним і він уникне відповідальності. Вони й самі намагаються судити його «за законом», і призначений ними Бекерту адвокат діє так само як діяв би адвокат у державному суді. Проблема видається нерозв'язною, пристрасті розпалюються, Бекерту загрожує розправа, але раптом з'являється поліція. Ганс Бекерт йде під законний суд.

## У ролях
- Пітер Лорре — Ганс Бекерт
- Отто Верніке — інспектор Карл Ломан
- Теодор Лоос — інспектор Гребер
- Густаф Грюндгенс — Шренкер
- Фрідріх Гнасс — Франц
- Рудольф Блюммер — захисник Бекерта
- Георг Джон — сліпий продавець повітряних кульок
- Франц Штайн — міністр
- Ернст Шталь-Нахбаур — шеф поліції
- Еллен Відманн — фрау Бекман

## Цікаві факти
- «М» — перший звуковий фільм Фріца Ланга.
- Сюжет фільму засновано на реальних подіях справи маніяка-вбивці Петера Кюртена з Дюссельдорфа.
- Мелодію з сюїти «Пер Гюнт» під час запису звуку для фільму насвистував сам Фріц Ланг. Це один із перших відомих прикладів використання в кінематографі музичної теми, пов'язаної з конкретним персонажем.
- Спочатку фільм планували назвати «Mörder unter uns» («Вбивця серед нас»), але ще в ході фільмування Ланг вирішив назвати фільм «М».
- Фріц Ланг стверджував, що для знімання сцени суду над Бекертом він запросив справжніх злочинців.
- У липні 1934 року, вже після від'їзду Ланга з Німеччини, фільм було заборонено до показу нацистською цензурою.
- Фільм виходив також під назвою «M — Eine Stadt sucht einen Mörder» («М — місто шукає вбивцю»).
- В 1951 у США було випущено рімейк цього фільму, причому дію було перенесено в Лос-Анджелес. Рімейк успіху не мав.
- Через незвичайне співвідношення сторін зображення (1,20: 1), у ранніх відеовиданнях фільму кадр було помітно обрізано зверху і знизу.
- У липні 2003 року на кінофестивалі в Кембриджі було показано відновлену версію фільму, згодом випущену на DVD.
- За результатами голосування користувачів IMDb фільм стійко перебуває в першій сотні найпопулярніших фільмів.